# Elizabeth Sellars
Elizabeth Sellars (* 6. Mai 1921 in Glasgow, Schottland, Vereinigtes Königreich; † 30. Dezember 2019 in Frankreich) war eine britische Film- und Theaterschauspielerin.

## Leben
Sellars wandte sich bereits in jungen Jahren dem Theater zu und studierte an der traditionsreichen Londoner Schauspielschule Royal Academy of Dramatic Art. Im Rahmen des Zweiten Weltkrieges trat sie in Theaterstücken für die Truppenunterhaltung auf. 1946 trat sie in einer Inszenierung des Stücks Die Brüder Karamasow auf. Im Jahr 1957 spielte Sellars im Stück Einzelgänger (Tea and Sympathy) am Londoner Comedy Theatre. Sie übernahm dort die Rolle der Laura, die sich in den viel jüngeren Internatsschüler Tom Lee (gespielt von Tim Seely) verliebt.
Sellars hatte ihr Kinodebüt 1949 im Film Zwei junge Herzen und war fortan regelmäßig im britischen Kino zu sehen, oft verkörperte sie damenhafte und elegante Frauen. 1952 spielte sie an der Seite von John Mills und Dirk Bogarde im IRA-Thriller Die Bombe im U-Bahnschacht die Hauptrolle der patriotischen Freiheitskämpferin Maureen Fagan. Sie trat auch in einigen Hollywood-Filmen auf, blieb hier aber Nebendarstellerin: In Die barfüßige Gräfin trat Sellars etwa 1954 an der Seite von Humphrey Bogart – der in diesem Film ihren Ehemann verkörperte – und Ava Gardner auf. 1963 stand sie nochmals mit Gardner für den Monumentalfilm 55 Tage in Peking vor der Kamera. 1967 war sie im Hammer-Film Der Fluch der Mumie zu sehen. Ab den 1970er-Jahren folgten nur noch wenige Film- und Fernsehrollen für Sellars, 1990 spielte sie ihre letzte Filmrolle.
Sellars war von 1960 bis zu dessen Tod 2009 mit Francis Austin Henley verheiratet und war die Stiefmutter von dessen Sohn Raymond. Sie starb Ende 2019 im Alter von 98 Jahren in ihrem Haus in Frankreich.

## Filmografie (Auswahl)
- 1949: Zwei junge Herzen (Floodtide)
- 1950: Madeleine
- 1950: Guilt Is My Shadow
- 1951: Cloudburst
- 1951: Night Was Our Friend
- 1952: Ein Kind war Zeuge (Hunted)
- 1952: Die Bombe im U-Bahnschacht (The Gentle Gunman)
- 1953: The Broken Horseshoe
- 1953: Meineid (The Long Memory)
- 1953: Recoil
- 1954: Three’s Company
- 1954: Verbotene Fracht (Forbidden Cargo)
- 1954: Die barfüßige Gräfin (The Barefoot Contessa)
- 1954: Désirée
- 1955: König der Schauspieler (Prince of Players)
- 1955: Mord ohne Mörder (Three Cases of Murder)
- 1956: The Last Man to Hang?
- 1957: Versuchsmaschine CB 5 (The Man in the Sky)
- 1957: Kostbare Bürde (The Shiralee)
- 1957: Ordeal by Fire (Fernsehfilm)
- 1958: Herzlich willkommen im Kittchen (Law and Disorder)
- 1959: Der Tod hat Verspätung (Jet Storm)
- 1960: At Home (Fernsehfilm)
- 1960: Bankraub des Jahrhunderts (The Day They Robbed the Bank of England)
- 1960: Der Marder von London (Never Let Go)
- 1962: The Webster Boy
- 1962: The Second Mrs. Tanqueray (Fernsehfilm)
- 1963: 55 Tage in Peking (55 Days at Peking)
- 1964: Das Haus im Kreidegarten (The Chalk Garden)
- 1967: Der Fluch der Mumie (The Mummy's Shroud)
- 1973: Botschaft für Lady Franklin (The Hireling)
- 1984: Winter Sunlight (Fernsehminiserie)
- 1984: A Voyage Round My Father (Fernsehfilm)
- 1990: Ein Phantom in Monte Carlo (A Ghost in Monte Carlo) (Fernsehfilm)